# 郭翼青
郭翼青（1919年—1996年），女，广东汕头人，中华人民共和国政治人物，曾任第五、六、七、八届全国政协委员。

## 家庭
丈夫程潜。郭翼青年近17岁时，按其父母意愿嫁予年长其37岁的程潜作四太太。